# Liste des aéroports en Zambie

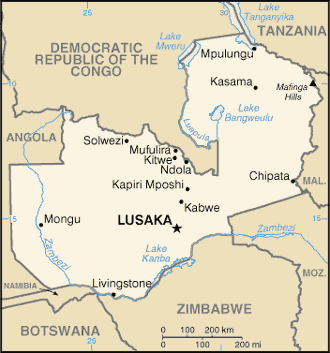
Carte de la Zambie.

Voici une liste des aéroports en Zambie, triés par lieu.
La Zambie, officiellement la République de Zambie, est un pays enclavé d'Afrique australe. Les pays voisins sont la République démocratique du Congo au nord, la Tanzanie au nord-est, le Malawi à l'est, le Mozambique, le Zimbabwe, le Botswana et la Namibie au sud et l'Angola à l'ouest.
La Zambie est divisée en dix provinces. La capitale est Lusaka.

## Aéroports
Les noms d'aéroport indiqués en gras indiquent que ceux-ci possèdent un service régulier assuré par des compagnies aériennes commerciales.
| Ville               | Province    | OACI | AITA | Nom                                           |
| ------------------- | ----------- | ---- | ---- | --------------------------------------------- |
| Chingola            | Copperbelt  | FLKE | CGJ  | Aéroport de Kasompe (en)                      |
| Chipata             | Est         | FLCP | CIP  | Aérodrome de Chipata                          |
| Kabwe               | Centrale    | FLKW | QKE  | Aéroport de Milliken (en)                     |
| Kalabo (en)         | Ouest       | FLKL | KLB  | Aéroport de Kalabo (en)                       |
| Kaoma (en)          | Ouest       | FLKO | KMZ  | Aéroport de Kaoma (en)                        |
| Baie de Nsumbu (en) | Nord        | FLKY | ZKB  | Aéroport de Kasaba Bay                        |
| Kasama              | Nord        | FLKS | KAA  | Aérodrome de Kasama                           |
| Kitwe               | Copperbelt  | FLSO | KIW  | Aéroport de Southdowns (en)                   |
| Livingstone         | Méridionale | FLHN | LVI  | Aéroport Harry Mwanga Nkumbula de Livingstone |
| Luanshya            | Copperbelt  | FLLA |      | Aéroport de Luanshya (en)                     |
| Lukulu              | Ouest       | FLLK | LXU  | Aéroport de Lukulu (en)                       |
| Lusaka              | Lusaka      | FLKK | LUN  | Aéroport international de Lusaka              |
| Lusaka              | Lusaka      | FLLC |      | Aéroport de la ville de Lusaka (en)           |
| Mansa               | Luapula     | FLMA | MNS  | Aérodrome de Mansa                            |
| Mbala               | Nord        | FLBA | MMQ  | Aéroport de Mbala (en)                        |
| Mfuwe (en)          | Est         | FLMF | MFU  | Aérodrome de M'fuwe                           |
| Mongu               | Ouest       | FLMG | MNR  | Aéroport de Mongu (en)                        |
| Ndola               | Copperbelt  | FLSK | NLA  | Aéroport international Simon Mwansa Kapwepwe  |
| Ngoma (en)          | Méridionale | FLNA | ZGM  | Aéroport de Ngoma                             |
| Senanga             | Ouest       | FLSN | SXG  | Aéroport de Senanga (en)                      |
| Sesheke             | Ouest       | FLSS | SJQ  | Aéroport de Sesheke (en)                      |
| Solwezi             | Nord-Ouest  | FLSW | SLI  | Aérodrome de Solwezi                          |
| Zambezi (en)        | Nord-Ouest  | FLZB | BBZ  | Aéroport du Zambèze (en)                      |